# Угольщина (Могилёвская область)
Уго́льщина (бел. Вуго́льшчына) — деревня в составе Техтинского сельсовета Белыничского района Могилёвской области Республики Беларусь.

## История
В 1624 в составе фундуша пожалована Белыничскому монастырю кармелитов.

## Население
- 1925 год Фонд 30  опись 2 дело 1490  БЕЛЫНИЧСКИЙ 1925 
УГОЛЬЩИНА Снимок  59 ОБ ДО 62  
1.	ГУКОВА АКУЛИНА ПЕТРОВНА 7  2.	АЛЬТМАИР? ДАША МОИСЕЕВНА ЕВ 6  3.	КОРЖОВ НИКИТА МАЛАХ 6  4.	ДАШКЕВИЧ АДАМ ИВАНОВИЧ 7  5.	ГУКОВ ДАНИИЛ КОРНЕЕВИЧ 5  6.	МАТЛАХОВ СЕРГЕЙ ИВАНОВИЧ 6  7.	МЫСОВ ? ПОТАП АЛЕКСЕЕВИЧ 4  8.	КИСЕЛЕВА АКУЛИНА АНАНЬЕВА 2  9.	КОРЖОВА ПЕТРУЛИНА АНАНЬЕВА 2  10.	МЫСОВ АЛЕКСЕЙ АНИСИМОВ 3  11.	МЫСОВ ПЕТР АЛЕКСЕЕВИЧ 6  12.	НАУМОВИЧ ЕГОР ИВАНОВИЧ 8  13.	КИСЕЛЕВ КОНОН ЕВДОКИМОВИЧ 3  14.	МЕДВЕДЕВ МАТВЕЙ ВАСИЛЬЕВИЧ 5  15.	КИСЕЛЕВ МИХАИЛ ЕВДОКИМ 8  16.	МЕДВЕДЕВ ФЕДОР ЕВМЕНОВ 11  17.	МЕДВЕДЕВ ИЛЬЯ ЕВМЕНОВ 2  18.	МЕДВЕДЕВ ФЕДОС ВАСИЛЬВЕ? 4  19.	МЕДВЕДЕВ САМСОН МИХАЙЛОВ 6  20.	СКУСОВ СОЗОН СЕРГЕЕВ 9  21.	КОТЕНКОВ (КАРПЕНКОВ?) МАРТИН ЕКИМОВ 3  22.	ГОЛОВЛЕВ ПЕТР МАКСИМОВ 3  23.	КИСЕЛЕВА МАЛАНЬЯ ВАСИЛ 8  24.	КАМАРИЦКИЙ? ТИТ ЛОГВИНОВ 5  25.	БОЖКОВА АГРИПИНА ГРИГОР 4  26.	СКУСОВ ПАВЕЛ МИХЕЕВ 6  27.	КАТЕНКОВ ФОМА ИВАНОВ 4  28.	КАТЕНКОВ ФЕДОР МАКС 6  29.	КАТЕНКОВ ЕВМЕН МАКСИМ 5  30.	БОДАКОВ МАРК ДМИТРИ 4  31.	ШКУРАТОВ АНТОН КОРНЕВ 4  32.	ШКУРАТОВ ИВАН ФИЛИП 5  33.	РУМЯНЦЕВ НИКОЛАЙ ИВАНОВИЧ 6  34.	МЕДВЕДЕВА ВАРВАРА ПАВЛОВНА 5  35.	НАУМОВИЧ МИХАИЛ ИВАНОВИЧ 6  36.	КОВАЛЕВ ПАВЕЛ ИВАНОВИЧ 5  37.	КИСЕЛЕВ АНТОН ЕВДОКИМ 8  38.	КАРПЕНКОВ? ЯКОВ ЕКИМОВ 8  39.	БОДАКОВ ЕЛИСЕЙ ДМИТРИ 4  40.	СЕМЕНОВ НИКОЛАЙ ЯКОВЛ 7  41.	РЫБАКОВ ВАСИЛЙИ ИОСИФ 8  42.	КИСЕЛЕВА АГРИПИНА АНДР 2  43.	МЫСОВ ЛУКЬЯН СИДОРОВ 5  44.	КАРПЕНКОВ СИДОР АФОНАС 5  45.	ГУКОВ ТИМОФЕЙ КОРНЕЕВ 4  46.	ДАШКЕВИЧ АСТАП ДАНИЛОВ 7  47.	КАРПЕНКОВ АНТОН ТРОФИМ 6  48.	КАРПЕНКОВ ИОСИФ ТРОФИМ 2  49.	КАРПЕНКО ИВАН ТРОФИМ 2  50.	СКУСОВ НИКИФОР ВАСИЛЬЕВИЧ 5  51.	СКУСОВА ВЕРА АНТОНОВНА 3  52.	МЕДВЕДЕВА УСТИНЬЯ ДАНИЛОВА 7  53.	СКУСОВ ФИЛИП СЕРГ 7  54.	ЩУКИН СИЛЬВЕСТР ИВАН 5  55.	ГУКОВ ЛЕОН ДЕМЬЯНОВ 6  56.	ГУКОВ АДАМ ДЕМЬЯН 3  57.	РЫБАКОВ ИЛЬЯ КУЗЬМИЧ 5  58.	СЕМЕНОВ АНДРЕЙ ЯКОВЛЕВ 3  59.	ГУКОВ СЕМЕН МАТВЕ 6  60.	КАРПЕНКОВ СЕМЕН ЕКИМОВ 5  61.	СМОЛЯКОВ МИХАИЛ СТЕПАНОВ 6  62.	БОДАКОВА ЕВГЕНИЯ СТЕПАНОВА 4  63.	МЕДВЕДЕВ АДАМ КАЛИСТРАТ 6  64.	МЕДВЕДЕВ СЕМЕН КАЛИСТРАТОВ 4  65.	КАРПЕНКОВ МАТВЕЙ СИДОРОВИЧ 4  66.	МЫСОВ КОНСТАН СИДОРОВ 6  67.	ГОЛОВНЕВ ЕВСТАФИЙ ПАРФЕНО 6  68.	МЫСОВ АЛЕКСЕЙ АЛЕКСЕЕВ 6  69.	МЫСОВ ТИМОФЕЙ СИДОРОВ 3  70.	МЕДВЕДЕВ ФЕДОС  САМСОН 5  71.	МЫСОВ ВАСИЛИЙ СИДОРВ 7  72.	ПОПСКОВ СЕМЕН ЯКОВЛ 5  73.	РЫБАКОВ ГАВРИИЛ АФОНАС 2  74.	КЛЕПЧА ИВАН СЕМЕН 4  75.	СКУСОВ МАКСИМ МАРКОВ 8  76.	КОРЖОВ ЛЕОН МАЛАХ 5  77.	МЫСОВ НИКИФОР АЛЕКСЕЕВ 3  78.	МЕДВЕДЕВ НИКОЛАЙ САМСОНОВИЧ 4  79.	БОДАКОВ ДЕМЬЯН ЕЛИСТРАТОВ 3  80.	МЕДВЕДЕВ ДАВИД КАЛИСТРАТ 3  81.	СКУСОВ АНТОН ВАСИЛ 7  82.	ГУКОВ ТРОФИМ ЛУКИЧ 4  83.	КАРПЕНКОВ САВЕЛИЙ МАРТИНВ 4  84.	ГУКОВ АЛЕКС ЛУКИЧ 3  85.	КАРПЕНКОВ АЛЕКСАНДР СИДОРОВ 3  86.	СОСКИН МОИСЕЙ ЕВ  МАТЛАХОВ СЕРГЕЙ ИВАНОВИЧ 6  МАТЛАХОВ ЕГОР АНАНЬЕВИЧ 6  МАТЛАХОВ ВАСИЛИЙ СЕМЕНОВИЧ 6  МАТЛАХОВ РОМАН ЕГОРВОИЧ 6  МАТЛАХОВА МАРИЯ ИВАНОВНА 6  МАТЛАХОВ ИВАН ГРИГОРЬЕВИЧ 4  МАТЛАХОВ ДАНИИЛ ИЛЬИЧ 7  МАТЛАХОВ ЕГОР ГРИГОРЬЕВИЧ 6  КОВАЛЕВ ПАВЕЛ ИВАНОВИЧ 5  МАТЛАХОВ АНДРЕЙ АНАНЬЕВИЧ 5  МАТЛАХОВ ТИМОФЕЙ ТАРАСОВИЧ 6  МАТЛАХОВ ИГНАТИЙ ИЛЬИЧ 6  МАТЛАХОВ ФЕДОСИЙ ПРОКОПОВ 3  МАТЛАХОВ ФОМА ГРИГОРЬЕВ 4  МАТЛАХОВ МОКЕЙ СЕМЕНОВИЧ 6  МАТЛАХОВ ЕВМЕН ПРКОПЬЕВИЧ 9  МАТЛАХОВ ИВАН АНАНЬНВИЧ 5  МАТЛАХОВ ВАСИЛИЙ ИЛЬИЧ 3  МАТЛАХОВА ЛУЦИЯ БОРИСОВНА 2  МАТЛАХОВ ДЕНИС ФЕДОСОВИЧ 6  МАТЛАХОВ МИХАИЛ ФЕДОСОВИЧ 4  МАТЛАХОВ ИВАН СЕРГЕЕВИЧ 4  МАТЛАХОВ ИГНАТИЙ ТИМОФЕЕВИЧ 2  МАТЛАХОВ ГЕРАСИМ АНДРЕЕВИЧ 2
- 2010 год — 58 человек